# Big Joe Turner
Joseph Vernon Turner Jr., conocido como Big Joe Turner (Kansas City, 18 de mayo de 1911 - Inglewood, 24 de noviembre de 1985) fue un cantante de blues y pionero del rock and roll estadounidense. 

## Biografía

### Carrera
Su carrera comienza a principios de los años 1930 dentro de la influencia del jazz de Kansas para evolucionar al boogie-woogie al final de esa década en Nueva York. En los años 50 alcanzaría su mayor fama con las primeras grabaciones de rock and roll, destacando su tema "Shake, Rattle and Roll".
Durante las décadas de los 60 y los 70 aparece en muchos festivales, realizando grabaciones en la Pablo Records. También trabajó con el pianista alemán Axel Zwingenberger.
En 1983, solo dos años antes de su muerte, Turner fue investido en el Blues Hall of Fame.

## Discografía parcial
- Big Joe Rides Again (1956)
- The Boss of the Blues (1956)
- Bosses of the Blues, Vol. 1 (1969)
- Texas Style (1971)
- Flip, Flop & Fly (1972)
- Life Ain't Easy (1974)
- The Trumpet Kings Meet Joe Turner (1974)